# 燃えよドラゴンズ!
「燃えよドラゴンズ!」（もえよドラゴンズ）は、プロ野球セントラル・リーグ・中日ドラゴンズの応援歌。略称:燃えドラ。
作詞・作曲を担当した山本正之の作曲家デビューを飾った楽曲でもある。

## 経緯・概要
1974年、山本正之がCBCラジオの生ワイド番組『ばつぐんジョッキー』に送った本曲のデモテープを同番組の加藤吉治郎ディレクターが採用し、発表された。
当時、大学卒業後に音楽業界を志していた山本は極貧生活のなか、ラジオの野球中継から同い年の藤波行雄の適時打の様子が耳に入り、藤波との境遇の違いに嫉妬しつつも奮起。すぐさま足を運んだ銭湯での入浴中に打者部分の歌詞を、下宿に戻りそれ以外に着手し、2時間ほどで詞を書き上げた。曲名は映画「燃えよドラゴン」から着想された。デモテープを制作し知人らに聴かせていた中で、郷里の先輩が自分の下宿に投宿した際、テープを聴いた先輩から「名古屋の放送局の企画で応援歌を募集していて、選ばれれば賞金10万円が貰える」と言われ応募した。しかし募集および賞金の話は先輩の虚言だった。
局にデモテープが届いた9月初旬はドラゴンズが首位となったペナントレース終盤と重なり、番組内で同テープの楽曲を初めて流したところ問い合わせが相次いだ。通常のラジオ番組は生放送に限らず、ひとつの放送回で同じ曲を流すことは異例だが、この時は3時間放送した間に5回流され、翌週には番組へのリクエストが殺到したという。ちなみに当時の『ばつぐんジョッキー』月曜日パーソナリティは元中日投手の板東英二である。
山本は東海ラジオへもデモテープを送付している。そちらの反響も大きかったが、レコード化を先に提案してきたのはCBCだったという。しかし9月半ばということで、通常のレコード化のスケジュールではペナントレース終了後の発売となってしまうため（当時のレコード制作は最低2ヶ月かかるとされた）、1週間という短期間で1万枚のレコード製造を確約した東宝レコードから発売されることとなった。
デモテープ同様に山本がボーカルをとるか他者に委ねるかを検討した結果、板東英二に依頼された。中日が巨人との熾烈なリーグ優勝争いをしていたこともあり、楽曲のヒットを確信した板東は山本から版権購入を試みたが「売れるわけがない」というマネージャーの言により、断念したという。
レコードの発売日は10月10日。この2日後となる10月12日は、巨人の10連覇を阻止した中日が20年ぶりのリーグ優勝を果たしており、絶好のタイミングとなったことで40万枚を超える大ヒットとなった。
中日の歴代球団歌には「ドラゴンズの歌」（1950年 - 1977年）、「勝利の叫び」（1978年 - 2014年）、「昇竜 -いざゆけ ドラゴンズ-」（2015年 - 現在）、1997年のナゴヤドーム開場記念に制作された公式応援歌「嵐の英雄」が存在する。そんな中、「燃えよドラゴンズ!」の知名度および人気はそれらをはるかに凌ぐ。2002年からは、ホームゲームにおける中日の7回裏の攻撃前（ラッキーセブン）に「ナゴヤドーム合唱編」（水木一郎歌唱版）が流れる。ビジター球場においても交流戦やドアラ等のマスコット来場時を中心に7回表攻撃前に再生されるが、相手チームに対する攻撃的な歌詞を含む2番と3番はカットされることが多い。
得点時や勝ち試合終了後には、中日応援団により「燃えよドラゴンズ!」が歌唱される。応援活動が「全国中日ドラゴンズ私設応援団連合」加盟団体から、球団新設による「中日ドラゴンズ応援団」へ移行したことに伴い、全ての応援歌が刷新されたが「燃えよドラゴンズ!」のみ継続使用されている。
なおビジターをはじめ他球場では、歌詞にある「ナゴヤドーム」の部分に各球場名が充てられていた。

## 歌詞
「燃えよドラゴンズ!」は1974年に発売された第1作目の名称だが、1975年以降に歌詞を改変したバージョンも含めた通称でもある。歌詞は打順を追いながら選手名を入れる内容なため、時代によってバージョンが異なる。主に好成績を残したシーズンに新バージョンを発表する慣例がある。またリーグ優勝年度は必ず発表される。
山本の原案を熱狂的な中日ファンである夫人が推敲し歌詞を完成させる。それを受け取った加藤吉治郎（CBCプロデューサー）が球団へ持ち込み、録音の可否や修正の有無が決定される。
年度を示すものとして1974年・1975年・1982年・1993年版を除き、タイトルの後に西暦が付く。たとえば、1977年版では「燃えよ!!ドラゴンズ'77」、2004年版では「燃えよドラゴンズ!2004」となる。イレギュラーとして、1975年版はV2（前年に続くV2を願って）、1993年版は平成FIVEが付く（平成5年・同年優勝すれば5年ぶり5回目の優勝だったため）。
- 歌詞の特徴
  - 1番は本拠地球場の変更（1度目は名称のみ）に伴い、歌詞における球場名が2度変更された（中日球場〈1974年版とV2、往年の名選手編〉→ナゴヤ球場〈'77から平成FIVEまで〉→ナゴヤドーム〈'98から2019 令和の激励まで〉）。2021年からは興和株式会社がネーミングライツ契約し、ナゴヤドームがバンテリンドーム ナゴヤと改称されたが、球場名を歌詞として使用した場合、同契約変更の度に歌詞も変える必要性があるため、球場名を含めず「闘う中日 夢強く」に変更された。
  - 2番では1番打者が出塁、2番打者が送りバントまたはヒットエンドラン（「希望の果てに」は”続けよ”）し、3番打者がタイムリーヒット、4番打者がホームランを打つという構成が恒例となっている（V2、'77、'91 アルバムバージョン、2000（ミレニアム）（1・2番打者のみ）、優勝記念盤 2006、2007 日本一記念盤を除く）。ただし1974年において、1974版の歌詞にある”2番打者の送りバント後に3番打者がタイムリー”を打ったことは一度もない（地元CATV番組で調査された）
  - 3番は1974と'79のみ5番打者がクリーンヒット（2000（ミレニアム）も含む）、6番打者が流し打ち、7番打者がヒットエンドラン（'87と'88、'91 CDシングルバージョン、平成FIVE、'99と'99 優勝記念盤、2002から2019 令和の激励まで2番打者）、8番打者がスクイズバントという設定で一致している（その他のバージョンでは楽曲ごとに5番〜8番打者の設定は異なる）。ただし、'77および'91 アルバムバージョンでは2番・3番をとおして打順の番号に代えて選手の愛称等を使用。
  - 4番には先発投手陣、5番、6番（'88、'91、'99以降は7番、2010、2019 令和の激励以降は8番も）には控え野手や期待の新人、リリーフ投手陣などが登場する。
  - 7番には'87以前と平成FIVEと'98のみセ・リーグ他球団を倒すイメージ、8番には優勝シーンおよび、優勝監督の胴上げをイメージした歌詞。ただし、他球団を倒すイメージについては、'88、'91における8番が（レコーディング時点の）パ・リーグ優勝予想チームを想定した歌詞になったが'99以降は歌われなくなった。2002以降は球場合唱編のみ載るようになり、2010は当時けがで戦列を離れていた井端弘和の復帰を待つフレーズが盛り込まれた。
  - 球場合唱編は1番とセ・リーグ他球団を倒すイメージ（'87以前と平成FIVEと'98の7番にあたる）、そこへ8番を組み合わせたショートバージョン。2002から登場し、2005以降は8番の歌詞を変更させ交流戦を意識した、パ・リーグ球団を倒すイメージの歌詞となった。

歌詞に使用する選手は、山本がオープン戦での状況に鑑み、その年に一軍で活躍が見込まれる人物を選出している（願望も含む）。そのため、歌詞と公式戦では打順が異なったり、一軍で活躍中の選手が歌詞に登場しない場合がある。逆に歌詞に登場した選手の成績が振るわないこともままある。
2002年から2005年および、2010年から2022年はアニメソングの大御所かつ大のドラゴンズファンである水木一郎が歌を担当。通例ながら間奏に”雄叫び”がある。
2006年5月28日に行われた、MoeDraGirl公開オーディションにより選ばれた4名の地元出身モデル（船橋いずみ・木ノ下美由紀・平田香織・森夕希子）がMoeDraGirlとして2006をリリース。また、優勝決定後となる10月19日には2006優勝記念盤をリリース。同作は歌詞の一部が通常盤と異なり、「落合監督」が初登場した（2004〜2006では「オレ流監督／オレ竜監督」）。2007〜2011は「オレ竜監督」に戻された。
ボーカリストに合わせた編曲を施している。'79は山本作品として著名なヤッターマンの歌風、'99は青春歌謡風、2002はヒーローアニメ風、2006はアイドル風にアレンジされた。

## 年度毎の曲一覧
作詞・作曲はいずれも山本正之。

### 昭和時代（1974年 - 1988年）
1974年（昭和49年）
- 「燃えよドラゴンズ!」（編曲：神保正明、歌：板東英二）
2010年にキングレコードより発売された『名古屋の歌だがね‐名古屋開府400年記念CD‐』の12曲目にも収録されている。
  - 登場選手・コーチ

| - 高木守道 - 谷木恭平 - 井上弘昭 - トーマス・マーチン - 谷沢健一 | - 木俣達彦 - 島谷金二 - 広瀬宰 - 星野仙一 - 松本幸行 | - 渋谷幸春 - 鈴木孝政 - 竹田和史 - 三沢淳 - 稲葉光雄 | - 水谷寿伸 - 大島康徳 - 江藤省三 - ジミー・ウィリアム - 藤波行雄 | - 近藤貞雄 - 森下整鎮 - 井手峻 - 西田暢 - 正岡真二 |
1975年（昭和50年）
- 「燃えよドラゴンズ!V2」（編曲：神保正明、歌：南利明）
本作品冒頭では南利明の台詞が入り、最後は南がオリエンタル「スナックカレー」のCMでのギャグ「ハヤシもあるでよ!」のパロディ「V3もあるでよ!」で締める。
  - 登場選手・コーチ

| - ローン・ウッズ - 木俣達彦 - 藤波行雄 - 井上弘昭 - 谷沢健一 | - 高木守道 - 島谷金二 - 広瀬宰 - 星野仙一 - 松本幸行 | - 佐藤政夫 - 三沢淳 - 稲葉光雄 - 鈴木孝政 - 竹田和史 | - 江藤省三 - トーマス・マーチン - 大島康徳 - 土屋正勝 - 近藤貞雄 | - 森下整鎮 - 徳武定祐 - 井手峻 - 谷木恭平 - 正岡真二 |
1977年（昭和52年）
- 「燃えよ!!ドラゴンズ'77」（編曲：村上はじめ、歌：ロイヤルナイツ）
「ダッシュだ!!ドラゴンズ」（歌：板東英二）のB面の曲。「ホームラン」（トーマス・マーチン）の歌詞が初版以来3年ぶりに復活した。
  - 登場選手

| - 谷木恭平 - 高木守道 - ウィリー・デービス - トーマス・マーチン - 谷沢健一 | - 木俣達彦 - 森本潔 - 井上弘昭 - 田尾安志 | - 大島康徳 - 正岡真二 - 藤波行雄 - 伊藤泰憲 | - 星野仙一 - 松本幸行 - 戸田善紀 - 大石弥太郎 | - 鈴木孝政 - 三沢淳 - 青山久人 - 堂上照 |
1979年（昭和54年）
- 「燃えよドラゴンズ!'79」（編曲：神保正明、歌：山本正之）
「はばたけ小松!」（歌：山本正之）のB面の曲。「塁に出て」（高木守道）、「送りバント」（ウェイン・ギャレット）、「タイムリー」（井上弘昭）、「クリーンヒット」（ボビー・ジョーンズ）、「流し打ち」（木俣達彦）、「ヒットエンドラン」（田尾安志）、「スクイズバント」（宇野勝）、「ミラクル投法」（松本幸行と藤沢公也）、「華麗な守備の」（正岡真二）の歌詞が初版以来5年ぶり、「強気の勝負」（星野仙一と高橋三千丈）、「快速球」（鈴木孝政と小松辰雄）、「期待のルーキー」（川又米利）の歌詞がV2以来4年ぶりに復活した。
  - 登場選手

| - 高木守道 - ウェイン・ギャレット - 井上弘昭 - 大島康徳 - ボビー・ジョーンズ - 木俣達彦 | - 田尾安志 - 宇野勝 - 星野仙一 - 高橋三千丈 - 松本幸行 - 藤沢公也 | - 鈴木孝政 - 小松辰雄 - 三沢淳 - 土屋正勝 - 水谷啓昭 | - 伊藤泰憲 - 石井昭男 - 藤波行雄 - 川又米利 - 谷沢健一 | - 森本潔 - 谷木恭平 - 田野倉正樹 - 大河原栄 - 正岡真二 |
1982年（昭和57年）
- 「燃えよドラゴンズ!」（編曲：神保正明、歌：板東英二）
「祈る気持ちで待っている」の歌詞がV2以来7年ぶりに復活した。
  - 登場選手

| - 田尾安志 - 平野謙 - ケン・モッカ - 谷沢健一 - 大島康徳 - 宇野勝 | - 中尾孝義 - 田野倉正樹 - 鈴木孝政 - 小松辰雄 - 牛島和彦 | - 郭源治 - 都裕次郎 - 三沢淳 - 藤沢公也 - 石井昭男 | - 藤波行雄 - 川又米利 - 尾上旭 - 豊田誠佑 - 上川誠二 | - 金山卓嗣 - 平田恒雄 - 正岡真二 - 星野仙一 - 木俣達彦 |
1987年（昭和62年）
- 「燃えよドラゴンズ!!'87」（編曲：神保正明、歌：たいらいさお）
「ヒットエンドラン」（中尾孝義）の歌詞が'79以来8年ぶりに再度復活した。
  - 登場選手・コーチ

| - 平野謙 - 中尾孝義 - ゲーリー・レーシッチ - 落合博満 - 宇野勝 - 川又米利 - 大島康徳 - 鈴木康友 | - 小松辰雄 - 杉本正 - 鈴木孝政 - 宮下昌己 - 郭源治 - 都裕次郎 - 森口益光 | - 米村明 - 鹿島忠 - 曽田康二 - 尾上旭 - 栗岡英智 - 豊田誠佑 - 島田芳明 | - 山崎武司 - 彦野利勝 - 藤王康晴 - 近藤真一 - 木俣達彦 - 島谷金二 - 池田英俊 | - 加藤安雄 - 正岡真二 - 島野育夫 - 大石友好 - 蓬萊昭彦 - 藤波行雄 - 石井昭男 |
1988年（昭和63年）
- 「燃えよドラゴンズ!!'88」（編曲：神保正明、歌：久野誠）
本作品冒頭では久野誠の台詞によるセ・リーグ優勝を決めた実際の実況が入る。「カムバック」（都裕次郎）の歌詞が'77以来11年ぶりに復活した。
  - 登場選手・コーチ

| - 彦野利勝 - 立浪和義 - ゲーリー・レーシッチ - 落合博満 - 宇野勝 - 仁村徹 - 川又米利 - 中村武志 | - 小松辰雄 - 小野和幸 - 杉本正 - 米村明 - 近藤真一 - 上原晃 - 郭源治 - 鈴木孝政 | - 都裕次郎 - 川畑泰博 - 宮下昌己 - 鹿島忠 - 田中富生 - 江本晃一 - 西村英嗣 - 山本昌広 | - 大石友好 - 大宮龍男 - 岩本好広 - 木俣達彦 - 島谷金二 - 榊原良行 - 池田英俊 | - 島野育夫 - 中尾孝義 - 小松崎善久 - 豊田成祐 - 音重鎮 - 山田和利 - 仁村薫 |

### 平成時代（1991年 - 2014年）
落合監督時代はBクラスを1度も経験したことがなく、多くのバージョンが制作されたことが特筆される。
1991年（平成3年）
- 「燃えよドラゴンズ!!'91 アルバムバージョン」（編曲：神保雅彰、歌：久野誠）
本作品冒頭では久野誠の台詞によるセ・リーグ優勝を決めるという仮定の架空実況が入る。「若竜」（立浪和義）の歌詞が'77以来14年ぶりに復活した。
  - 登場選手

| - 彦野利勝 - 立浪和義 - 宇野勝 - 落合博満 - マーク・ライアル - 仁村徹 - 大豊泰昭 - 中村武志 | - 与田剛 - 郭源治 - 小松辰雄 - 西本聖 - 今中慎二 - 上原晃 - 近藤真一 - 川畑泰博 | - 山本昌広 - 小島弘務 - スコット・アンダーソン - 山田喜久夫 - 米村明 - 鹿島忠 - 小野和幸 | - 川又米利 - 長嶋清幸 - 小松崎善久 - 大石友好 - 北村照文 - 神山一義 - 酒井忠晴 | - 松井達徳 - 前原博之 - 遠田誠治 - 小森哲也 - 種田仁 - 山崎武司 - 山口幸司 |
- 「燃えよドラゴンズ!!'91 CDシングルバージョン」（編曲：神保雅彰、歌：久野誠）
アルバムバージョンの歌詞を変更。本作品冒頭ではアルバムバージョンと同じく久野誠の台詞によるセ・リーグ優勝を決めるという仮定の架空実況が入る。
  - 登場選手

| - 立浪和義 - 仁村徹 - マーク・ライアル - 落合博満 - 大豊泰昭 - 長嶋清幸 - 宇野勝 | - 中村武志 - 西本聖 - 山本昌広 - 与田剛 - 郭源治 - 小松辰雄 - 今中慎二 | - 鹿島忠 - スコット・アンダーソン - 小島弘務 - 森田幸一 - 上原晃 - 近藤真一 - 山田喜久夫 | - 小野和幸 - 川又米利 - 小松崎善久 - 大石友好 - 山中潔 - 彦野利勝 | - 山口幸司 - 種田仁 - 山崎武司 - 矢野輝弘 - 酒井忠晴 - 神山一義 |
1993年（平成5年）
- 「燃えよドラゴンズ! 平成FIVE」（編曲：神保雅彰、歌：久野誠）
本作品冒頭では'91と同じく久野誠の台詞によるセ・リーグ優勝を決めるという仮定の架空実況が入る。「エース」（今中慎二）の歌詞が'77以来16年ぶり、「あの感激を待っている」の歌詞が'79以来14年ぶり、「僕もあなたも願ってる」、「それはひとこと優勝だ」の歌詞が'87以来6年ぶりに復活した。
  - 登場選手

| - 種田仁 - 立浪和義 - アロンゾ・パウエル - 落合博満 - 彦野利勝 - 川又米利 - 大豊泰昭 | - 山崎武司 - 仁村徹 - 前原博之 - 中村武志 - 今中慎二 - 山本昌広 | - 鶴田泰 - 佐藤秀樹 - 小松辰雄 - 津野浩 - 落合英二 - 鹿島忠 | - 森田幸一 - 山田喜久夫 - 与田剛 - 郭源治 - 矢野輝弘 - 清水雅治 | - マット・ステアーズ - 二宮正己 - 今野隆裕 - 小島弘務 - 山口幸司 - 南牟礼豊蔵 |
1998年（平成10年）
- 「燃えよドラゴンズ! '98」（編曲・歌：山本正之）
3番の歌詞に登場する選手は「○番 （選手名） 大○○○」で一括りされている。「送りバント」（久慈照嘉）の歌詞が1982年版以来16年ぶり、「大アーチ」（井上一樹）の歌詞が'88以来10年ぶり、「守護神」（宣銅烈）の歌詞が'91 アルバムバージョン以来7年ぶり、「祈る気持ちで待っている」の歌詞が'87以来11年ぶりに復活した。
  - 登場選手

| - 李鍾範 - 久慈照嘉 - 立浪和義 - 山崎武司 - レオ・ゴメス - 井上一樹 | - 関川浩一 - 中村武志 - 山本昌 - 野口茂樹 - 門倉健 - サムソン・リー | - 川上憲伸 - 正津英志 - 前田幸長 - 大塔正明 - 日笠雅人 - 中山裕章 | - 落合英二 - 宣銅烈 - 鳥越裕介 - 大西崇之 - 南渕時高 - 筒井壮 | - 山口幸司 - 愛甲猛 - 種田仁 - 益田大介 - 神野純一 - 音重鎮 |
1999年（平成11年）
- 「燃えよドラゴンズ! '99」（編曲：神保雅彰、歌：舟木一夫）
3番の歌詞に登場する選手は「○番 （選手名） ○○打つ」で一括りされている。「夢を打つ」（山崎武司）の歌詞が'88以来11年ぶり、「守れ」（久慈照嘉）の歌詞が'87以来12年ぶりに復活、「ヒットエンドラン」（福留孝介）の歌詞が平成FIVE以来6年ぶりに再度復活した。
  - 登場選手

| - 李鍾範 - 福留孝介 - 関川浩一 - レオ・ゴメス - 立浪和義 - 山崎武司 - 井上一樹 | - 中村武志 - 野口茂樹 - 山本昌 - 川上憲伸 - 武田一浩 - サムソン・リー - 今中慎二 | - 鶴田泰 - 門倉健 - 正津英志 - 前田幸長 - 中山裕章 - 落合英二 - 古池拓一 | - 岩瀬仁紀 - 宣銅烈 - 愛甲猛 - 久慈照嘉 - 神野純一 - 山口幸司 - 音重鎮 | - 筒井壮 - 鈴木郁洋 - 荒木雅博 - 渡邉博幸 - 井端弘和 - 種田仁 - 吉原孝介 |
- 「燃えよドラゴンズ! '99 優勝記念盤」（編曲・歌：山本正之）
'99の歌詞を一部変更。3番の歌詞に登場する選手は'99に続いて「○番 （選手名） ○○打つ」で一括りされている。
  - 登場選手

| - 李鍾範 - 福留孝介 - 関川浩一 - レオ・ゴメス - 立浪和義 - 山崎武司 - 井上一樹 | - 中村武志 - 野口茂樹 - 山本昌 - 川上憲伸 - 武田一浩 - サムソン・リー - 今中慎二 | - 鶴田泰 - 門倉健 - 正津英志 - 前田幸長 - 中山裕章 - 落合英二 - 岩瀬仁紀 | - 宣銅烈 - 愛甲猛 - 久慈照嘉 - 神野純一 - 山口幸司 - 音重鎮 - 筒井壮 | - 渡邉博幸 - 吉原孝介 - ネルソン・リリアーノ - 鈴木郁洋 - 種田仁 - 大西崇之 |
2000年（平成12年）
- 「燃えよドラゴンズ! 2000（ミレニアム）」（編曲：山本正之、歌：板東英二 with CBCアナウンサーズ）
CBCアナウンサーズはLove Power Beautyのメンバーとして活動していた渡辺美香・丹野みどり・住田都史子・加藤小百合・大橋麻美子・丸山蘭那で構成。「クリーンヒット」（立浪和義）の歌詞が'79以来21年ぶり、「切り札」（渡邉博幸）が'91 アルバムバージョン以来9年ぶり、「走れ」（荒木雅博）の歌詞が'87以来13年ぶり、「きっと」（今中慎二）の歌詞が'91以来9年ぶりに復活、「大アーチ」（山崎武司）の歌詞が'98以来2年ぶりに再度復活した。
  - 登場選手

| - 種田仁 - 関川浩一 - 井端弘和 - 福留孝介 - 李鍾範 - レオ・ゴメス - 立浪和義 - 山崎武司 | - 神野純一 - 井上一樹 - 中村武志 - メルビン・バンチ - 野口茂樹 - 岩瀬仁紀 - エディ・ギャラード - 川上憲伸 | - 小池秀郎 - 山本昌 - 武田一浩 - 前田幸長 - 鶴田泰 - 佐野重樹 - 鈴木平 - 正津英志 | - 落合英二 - ディンゴ - 愛甲猛 - 筒井壮 - 大西崇之 - 鈴木郁洋 - 久慈照嘉 - 渡邉博幸 | - 荒木雅博 - 今中慎二 - 山北茂利 - 朝倉健太 - 日笠雅人 - 遠藤政隆 - 中山裕章 - 吉原孝介 |
2002年（平成14年）
- 「燃えよドラゴンズ! 2002」（編曲：神保雅彰、歌：水木一郎）
水木一郎が初めて本曲を歌唱し、2022年12月に亡くなるまで参加した。3番の歌詞に登場する選手は'99と'99 優勝記念盤に続いて「○番 （選手名） ○○打つ」で一括りされている。「必ず」（野口茂樹）、「よみがえれ」（川崎憲次郎）の歌詞が'91 アルバムバージョン以来11年ぶり、「勝てよ」（川上憲伸）、「やっぱり山本昌がやる」（山本昌）、「中を」（正津英志と落合英二）の歌詞が'98以来4年ぶり、「続け」（神野純一と久慈照嘉と筒井壮）の歌詞が'87以来15年ぶりに復活、「塁に出て」（井端弘和）、「夢を打つ」（立浪和義）の歌詞が'99と'99 優勝記念盤以来3年ぶりに再度復活、「ヒットエンドラン」（荒木雅博）の歌詞が'99と'99 優勝記念盤以来3年ぶりに再々度復活した。
  - 登場選手

| - 井端弘和 - 荒木雅博 - 福留孝介 - レオ・ゴメス - 立浪和義 - 山崎武司 - 波留敏夫 - 谷繁元信 | - 野口茂樹 - メルビン・バンチ - 朝倉健太 - 小笠原孝 - 川上憲伸 - 山本昌 - 山北茂利 - 紀藤真琴 | - 遠藤政隆 - 正津英志 - 落合英二 - 岩瀬仁紀 - エディ・ギャラード - 井上一樹 - 藤立次郎 | - 関川浩一 - スコット・ブレット - 大豊泰昭 - 高橋光信 - 森章剛 - 森野将彦 - 渡邉博幸 | - 大西崇之 - 神野純一 - 久慈照嘉 - 筒井壮 - 蔵本英智 - 久本祐一 - 川崎憲次郎 |
2004年（平成16年）
- 「燃えよドラゴンズ! 2004」（編曲：藤原いくろう、歌：水木一郎）
初版発表から30周年という節目の年のため、「強気の勝負」（川上憲伸）、「ミラクル投法」（山本昌）の歌詞が'79以来25年ぶり、「期待のルーキー」（中村公治）の歌詞が'87以来17年ぶりに再度復活した。また、「ここで」（筒井壮と関川浩一）の歌詞が2000（ミレニアム）以来4年ぶり、「そして」（オマール・リナレス）の歌詞が'91以来13年ぶり、「スタート」（平井正史）の歌詞がV2以来29年ぶりに復活した。
  - 登場選手

| - 荒木雅博 - 井端弘和 - 立浪和義 - 福留孝介 - アレックス・オチョア - 森野将彦 - 井上一樹 - 渡邉博幸 | - 英智 - 谷繁元信 - 川上憲伸 - 山本昌 - 岡本真也 - 久本祐一 - 落合英二 | - ドミンゴ・グスマン - マーク・バルデス - 大西崇之 - 川相昌弘 - 筒井壮 - 関川浩一 - オマール・リナレス | - 紀藤真琴 - 遠藤政隆 - 中野栄一 - 柳沢裕一 - 高橋光信 - 幕田賢治 - 中村公治 | - 岩瀬仁紀 - 朝倉健太 - 野口茂樹 - 長峰昌司 - 髙橋聡文 - 小笠原孝 - 平井正史 |
2005年（平成17年）
- 「燃えよドラゴンズ! 2005」（編曲：藤原いくろう、歌：水木一郎）
「大将」（山本昌）の歌詞が平成FIVE以来12年ぶり、「今日も岩瀬が」（岩瀬仁紀）の歌詞が'99 優勝記念盤以来6年ぶり、「行けよ」（高橋光信）の歌詞が2002以来3年ぶり、「腕が鳴る」（樋口龍美）の歌詞が2000（ミレニアム）以来5年ぶり、「眼が光る」（石井裕也）の歌詞が'91 CDシングルバージョン以来14年ぶりに復活、「エース」（川上憲伸）の歌詞が平成FIVE以来12年ぶり、「送りバント」（川相昌弘）の歌詞が'98以来7年ぶり、「切り札」（渡邉博幸と英智）の歌詞が2000（ミレニアム）以来5年ぶりに再度復活、「走れ」（澤井道久）の歌詞が2000（ミレニアム）以来5年ぶりに再々度復活した。
  - 登場選手

| - 荒木雅博 - 井端弘和 - 立浪和義 - タイロン・ウッズ - 福留孝介 - アレックス・オチョア - 森野将彦 | - 井上一樹 - 谷繁元信 - 川上憲伸 - 山本昌 - 山井大介 - 落合英二 - 朝倉健太 | - 岩瀬仁紀 - 平井正史 - ドミンゴ・グスマン - 中田賢一 - 長峰昌司 - 高橋聡文 - 金剛弘樹 | - 岡本真也 - 小笠原孝 - 大西崇之 - 川相昌弘 - 高橋光信 - 澤井道久 - 森章剛 | - 土谷鉄平 - 大友進 - 野口茂樹 - 樋口龍美 - 石井裕也 - 渡邉博幸 - 英智 |
2006年（平成18年）
- 「燃えよドラゴンズ! 2006」（編曲：藤原いくろう、歌：MoeDraGirl）
MoeDraGirlはオーディションで選ばれた地元出身モデルの船橋いずみ・木ノ下美由紀・平田香織・森夕希子の4人で構成。
  - 登場選手

| - 荒木雅博 - 井端弘和 - 福留孝介 - タイロン・ウッズ - アレックス・オチョア - 立浪和義 - 井上一樹 | - 谷繁元信 - 川上憲伸 - 山本昌 - 岡本真也 - 久本祐一 - 小笠原孝 - 佐藤充 | - 朝倉健太 - 平井正史 - 中田賢一 - ルイス・マルティネス - 岩瀬仁紀 - 森野将彦 - 英智 | - 渡邉博幸 - 高橋光信 - 上田佳範 - 川相昌弘 - 藤井淳志 - 新井良太 - 森岡良介 | - 石井裕也 - 山井大介 - 高橋聡文 - 平田良介 - デニー友利 - ドミンゴ・グスマン - 落合英二 |
- 「優勝記念盤 燃えよドラゴンズ! 2006」（編曲：藤原いくろう、歌：MoeDraGirl）
2006の歌詞を一部変更。「駆け抜ける」（英智と藤井淳志）の歌詞が'87以来19年ぶりに復活、「優勝だ」の歌詞が2004以来2年ぶりに再度復活した。
  - 登場選手

| - 荒木雅博 - 井端弘和 - 福留孝介 - タイロン・ウッズ - 森野将彦 - アレックス・オチョア | - 井上一樹 - 谷繁元信 - 川上憲伸 - 山本昌 - 佐藤充 - 岩瀬仁紀 | - 平井正史 - 中田賢一 - ルイス・マルティネス - 朝倉健太 - 川相昌弘 - 奈良原浩 | - 英智 - 藤井淳志 - 渡邉博幸 - 高橋光信 - 立浪和義 - 石井裕也 | - 鈴木義広 - 高橋聡文 - 岡本真也 - 久本祐一 - 小笠原孝 - 中里篤史 |
2007年（平成19年）
- 「燃えよドラゴンズ! 2007」（編曲：藤原いくろう、歌：燃えドラオールスターズ）
燃えドラオールスターズはCBCラジオにレギュラー番組を持つつボイノリオ・矢野きよ実、ZIP-FMパーソナリティーの落合健太郎、FM愛知にレギュラーを持つ内藤聡、東海ラジオを中心に活動する山浦ひさし、名古屋むすめ歌舞伎メンバーの市川櫻子・市川瓢で構成。「男意気」（中村紀洋）の歌詞が'77以来30年ぶりに復活した。
  - 登場選手

| - 井端弘和 - 荒木雅博 - 福留孝介 - タイロン・ウッズ - 森野将彦 - 中村紀洋 - 井上一樹 | - 谷繁元信 - 川上憲伸 - 山本昌 - 浅尾拓也 - 朝倉健太 - 小笠原孝 - 中田賢一 | - 新井良太 - 澤井道久 - 鎌田圭司 - 柳田殖生 - 藤井淳志 - 平田良介 - 森岡良介 | - 堂上剛裕 - 堂上直倫 - 李炳圭 - 英智 - 立浪和義 - 鈴木義広 - 岡本真也 | - 中里篤史 - 平井正史 - ラファエル・クルス - 吉見一起 - 山井大介 - 久本祐一 - 岩瀬仁紀 |
- 「燃えよドラゴンズ! 2007 日本一記念盤」（編曲：藤原いくろう、歌：つボイノリオ・矢野きよ実）
7番の歌詞は2007年日本シリーズ完全試合リレーがモチーフである。「待ち構え」（上田佳範と井上一樹）の歌詞が'91 CDシングルバージョン以来16年ぶり、「そして」（小笠原孝）の歌詞が2004以来3年ぶりに再度復活した。
  - 登場選手

| - 荒木雅博 - 井端弘和 - 森野将彦 - タイロン・ウッズ - 中村紀洋 - 李炳圭 | - 平田良介 - 谷繁元信 - 新井良太 - 堂上剛裕 - 高橋聡文 - 上田佳範 | - 井上一樹 - 藤井淳志 - 石井裕也 - ラファエル・クルス - 久本祐一 | - 平井正史 - 鈴木義広 - 岡本真也 - 立浪和義 - 川上憲伸 | - 中田賢一 - 朝倉健太 - 小笠原孝 - 山井大介 - 岩瀬仁紀 |
2008年（平成20年）
- 「燃えよドラゴンズ! 2008」（編曲：神保正明、歌：松平健）
松平健が主演した時代劇「暴れん坊将軍」に因み、歌詞には「天下を取る」など、勇ましいフレーズが含まれている。なお、松平健は7年後の2015年に3代目球団歌「昇竜 -いざゆけ ドラゴンズ-」の歌唱に抜擢された。3番の歌詞に登場する選手は'99と'99 優勝記念盤と2002に続いて「○番 （選手名） ○○打つ」で一括りされている。「天に打つ」（森野将彦）の歌詞が'99と'99 優勝記念盤以来9年ぶり、「風に打つ」（中村紀洋）、「八番 谷繁 星に打つ」（谷繁元信）の歌詞が2002以来6年ぶり、「中田の直球」（中田賢一）の歌詞が2006以来2年ぶりに復活、「走れ」（藤井淳志と英智）の歌詞が2005以来3年ぶりに三度復活した。
  - 登場選手

| - 荒木雅博 - 井端弘和 - 和田一浩 - タイロン・ウッズ - 森野将彦 - 中村紀洋 - 李炳圭 - 谷繁元信 | - 川上憲伸 - 中田賢一 - 浅尾拓也 - 朝倉健太 - 山井大介 - 小笠原孝 - 藤井淳志 - 英智 | - 新井良太 - 井上一樹 - 西川明 - 柳田殖生 - 森岡良介 - 岩﨑達郎 - トマス・デラロサ - 平田良介 | - 田中大輔 - 堂上剛裕 - 堂上直倫 - 立浪和義 - 鈴木義広 - 久本祐一 - 中里篤史 | - 吉見一起 - 高橋聡文 - チェン・ウェイン - 平井正史 - 山内壮馬 - 山本昌 - 岩瀬仁紀 |
2010年（平成22年）
- 「燃えよドラゴンズ! 2010」（編曲：藤原いくろう、歌：水木一郎）
発売当時、井端弘和が眼病で戦線離脱していたことから、アライバ時代で唯一2番が藤井淳志になっていることと、最後が「きっと 井端が蘇り」と井端の復帰を願う歌詞となっていたため、「きっと」の歌詞が2002以来8年ぶりに復活した。「竜の華」（堂上直倫）の歌詞が2007以来3年ぶり、「エース」（吉見一起）の歌詞が2006以来4年ぶり、「胴上げだ」の歌詞が2007 日本一記念盤以来3年ぶりに復活、「中を」（高橋聡文）の歌詞が2002以来8年ぶり、「若竜」（小山桂司と小田幸平）の歌詞が'91 アルバムバージョン以来19年ぶりに再度復活した。

  - 登場選手

| - 荒木雅博 - 藤井淳志 - 森野将彦 - 和田一浩 - トニ・ブランコ - 野本圭 - 堂上剛裕 | - 堂上直倫 - 谷繁元信 - チェン・ウェイン - 山井大介 - マキシモ・ネルソン - 吉見一起 - 山本昌 | - 中田賢一 - 浅尾拓也 - 岩瀬仁紀 - 大島洋平 - 岩﨑達郎 - 英智 - 髙橋聡文 | - 清水昭信 - 鈴木義広 - 小林正人 - 伊藤準規 - 山内壮馬 - 岩田慎司 - 小山桂司 | - 小田幸平 - 平井正史 - 河原純一 - 井端弘和 - 小池正晃 - 新井良太 |
2011年（平成23年）
- 「燃えよドラゴンズ! 2011 連覇記念盤」（編曲：岩崎将史、歌：水木一郎）
平田良介の「サヨナラだ」は6月4日・5日に放った2試合連続サヨナラ本塁打がモチーフである。山本昌は一軍に1試合も出場しなかったため、歌詞に出ることはなかった。「柔らかく」（川井雄太）、「僕もあなたも願ってた 祈る気持ちで待っていた」の歌詞が2007 日本一記念盤以来4年ぶり、「今夜も」（浅尾拓也）の歌詞が2006以来5年ぶり、「逞しく」（浅尾拓也）の歌詞が2000（ミレニアム）以来11年ぶりに復活した。
  - 登場選手

| - 荒木雅博 - 井端弘和 - 森野将彦 - トニ・ブランコ - 谷繁元信 - 和田一浩 | - 平田良介 - 大島洋平 - 吉見一起 - チェン・ウェイン - 川井雄太 - マキシモ・ネルソン | - エンジェルベルト・ソト - 山井大介 - 髙橋聡文 - 鈴木義広 - 小林正人 - 久本祐一 | - 浅尾拓也 - 小池正晃 - 野本圭 - 佐伯貴弘 - 堂上剛裕 - 堂上直倫 | - 伊藤準規 - 山内壮馬 - 三瀬幸司 - 平井正史 - 英智 - 岩瀬仁紀 |
2014年（平成26年）
- 「燃えよドラゴンズ! 2014 覇権奪還」（編曲：神保正明、歌：水木一郎）
「落合GM」を盛り込む歌詞案は終盤にあったものの、中日球団からベンチ入りしている人の名前が好ましいという応答があったため、盛り込まれなかった[4]。3番の歌詞に登場する選手は'99と'99 優勝記念盤と2002と2008に続いて「○番 （選手名） ○○打つ」で一括りされている。「僕もあなたも願ってる 祈る気持ちで待っている」の歌詞が2008以来6年ぶりに再度復活、「そして」（浅尾拓也）の歌詞が2010以来4年ぶりに再々度復活した。
  - 登場選手

| - 大島洋平 - 荒木雅博 - エクトル・ルナ - 平田良介 - 森野将彦 - 和田一浩 - 堂上直倫 - 谷繁元信 | - 川上憲伸 - ダニエル・カブレラ - 大野雄大 - 山井大介 - 岩田慎司 - 雄太 - 濱田達郎 | - 福谷浩司 - 祖父江大輔 - 髙橋聡文 - 岡田俊哉 - ネルソン・パヤノ - 又吉克樹 - 田島慎二 | - 武藤祐太 - 堂上剛裕 - 高橋周平 - 野本圭 - 武山真吾 - 松井雅人 - 谷哲也 | - 工藤隆人 - アンダーソン・エルナンデス - 小笠原道大 - 吉見一起 - 浅尾拓也 - 山本昌 - 岩瀬仁紀 |

### 令和時代（2019年 - 現在）
2019年（令和元年）
- 「燃えよドラゴンズ! 2019 令和の激励」（編曲：藤原いくろう、歌：水木一郎）
「頼むぞ」（藤井淳志とソイロ・アルモンテ）の歌詞が'88以来31年ぶりに復活、「○○監督の胴上げだ」の歌詞が2011 連覇記念盤以来8年ぶりに復活した。
  - 登場選手

| - 平田良介 - 京田陽太 - 大島洋平 - ダヤン・ビシエド - 高橋周平 - 堂上直倫 - 福田永将 - 加藤匠馬 - エンニー・ロメロ - 大野雄大 | - 笠原祥太郎 - 柳裕也 - 福谷浩司 - 又吉克樹 - 祖父江大輔 - 田島慎二 - 鈴木博志 - 遠藤一星 - 亀澤恭平 - 阿部寿樹 | - 伊藤康祐 - 井領雅貴 - 藤井淳志 - ソイロ・アルモンテ - 根尾昂 - 清水達也 - 勝野昌慶 - 三ツ間卓也 - 福敬登 | - 阿知羅拓馬 - ライデル・マルティネス - ジョエリー・ロドリゲス - 藤嶋健人 - 佐藤優 - 谷元圭介 - 大野奨太 - 吉見一起 - 松坂大輔 | - 伊藤準規 - 山井大介 - 鈴木翔太 - 岡田俊哉 - 小笠原慎之介 - 杉山翔大 - 武山真吾 - 木下拓哉 - 桂依央利 |
2022年（令和4年）
- 「燃えよドラゴンズ! 希望の果てに」（編曲：神保正明、歌：水木一郎と山本正之）
山本正之が肺がん闘病中の水木一郎をサポートする意味合いで、水木と山本が最初で最後となるデュエットによるレコーディングを行った[8]。水木は12月6日に亡くなったため、これが最後の「燃えよドラゴンズ!」歌唱となった。2番打者である岡林勇希は姓が5音という都合上、「二番 （○○） ヒットエンドラン」ではなく、「二番 続けよ （岡林）」に差し替えられた[9]。「でら」（鵜飼航丞）の歌詞が2006以来16年ぶり、「あの笑顔」（大野雄大）の歌詞が2007 日本一記念盤以来15年ぶり、「絶対」（柳裕也）の歌詞が2002以来20年ぶり、「ストレート」（髙橋宏斗）の歌詞が2014 覇権奪還以来8年ぶり、「ラストは」（ライデル・マルティネス）の歌詞が2006以来16年ぶり、「いつでも」（アリエル・マルティネス）の歌詞が'99と'99 優勝記念盤以来23年ぶり、「果てに」（根尾昂）の歌詞が'98以来24年ぶり、「駆け抜けて」（溝脇隼人と三好大倫）の歌詞が2010以来12年ぶりに復活、「ここで」（平田良介と三ツ俣大樹）の歌詞が2004以来18年ぶり、「竜の華」（堂上直倫とブライト健太）の歌詞が2010以来12年ぶりに再度復活、「きっと」の歌詞が2010以来12年ぶりに再々度復活した。
  - 登場選手

| - 大島洋平 - 岡林勇希 - ダヤン・ビシエド - 石川昂弥 - 阿部寿樹 - 高橋周平 - 木下拓哉 - 鵜飼航丞 - 大野雄大 | - 柳裕也 - 松葉貴大 - 小笠原慎之介 - 髙橋宏斗 - 清水達也 - ジャリエル・ロドリゲス - ライデル・マルティネス - 祖父江大輔 | - 藤嶋健人 - 山本拓実 - 勝野昌慶 - 梅津晃大 - アリエル・マルティネス - 平田良介 - 三ツ俣大樹 - 伊藤康祐 | - 石橋康太 - 郡司裕也 - 土田龍空 - 髙松渡 - 堂上直倫 - ブライト健太 - 福留孝介 - 笠原祥太郎 | - 福谷浩司 - 田島慎二 - 福敬登 - 根尾昂 - 京田陽太 - 福田永将 - 溝脇隼人 - 三好大倫 |
2024年（令和6年）
- 「The 50th Anniv. 燃えよドラゴンズ！2024 竜ノ理想郷」（編曲：神保正明、歌：山本まさゆき）
誕生50周年記念作品。節目という事もあり、山本自らの歌唱で収録[10]。「竜ノ理想郷」のサブタイトルが表すように山本の理想のオーダーが歌詞に込められているほか、2018年に死去した星野仙一が天から見守っているという思いから、「星ノ 光が 舞い降りて」という歌詞も挿入されている[10]。「青く」（板山祐太郎と山本泰寛）の歌詞が2019 令和の激励以来5年ぶり、「明日に」（鵜飼航丞）の歌詞が2011 連覇記念盤以来13年ぶり、「飛ばせ」（鵜飼航丞）の歌詞が2008以来16年ぶり、「君がいて」（大島洋平）の歌詞が'99と'99 優勝記念盤以来25年ぶりに復活した。
  - 登場選手

| - 岡林勇希 - 田中幹也 - 高橋周平 - 中田翔 - 細川成也 - オルランド・カリステ - 福永裕基 | - 村松開人 - 宇佐見真吾 - 木下拓哉 - 小笠原慎之介 - 梅津晃大 - 松葉貴大 - 柳裕也 | - 涌井秀章 - 橋本侑樹 - 髙橋宏斗 - 勝野昌慶 - 清水達也 - 松山晋也 - 祖父江大輔 | - 齋藤綱記 - 松木平優太 - ライデル・マルティネス - 三好大倫 - 石橋康太 - 板山祐太郎 - 山本泰寛 | - ブライト健太 - 鵜飼航丞 - 大島洋平 - ダヤン・ビシエド - 根尾昂 - 石川昂弥 - 星野仙一 |

## 上記以外の「燃えよドラゴンズ!」
- 燃えよドラゴンズ！（歌：山本正之）
1994年に発売された山本正之シングル文庫『府中捕物控』の3曲目にカップリングされ、作者自身が初代の歌詞をアコースティックギターの伴奏で歌った収録曲。
  - 登場選手・コーチ

| - 高木守道 - 谷木恭平 - 井上弘昭 - ジーン・マーチン - 谷沢健一 | - 木俣達彦 - 島谷金二 - 広瀬宰 - 星野仙一 - 松本幸行 | - 渋谷幸春 - 鈴木孝政 - 竹田和史 - 三沢淳 - 稲葉光雄 | - 水谷寿伸 - 大島康徳 - 江藤省三 - ジミー・ウィリアム - 藤波行雄 | - 近藤貞雄 - 森下整鎮 - 井手峻 - 西田暢 - 正岡真二 |
- '80年版 燃えよドラゴンズ（未レコード化）
歌詞は作られたために掲載しているものの、楽曲発表に至らず、お蔵入り作品となってしまった。
  - 登場選手

| - 高木守道 - 谷木恭平 - ウェイン・ギャレット - 大島康徳 - ボビー・ジョーンズ - 木俣達彦 - 井上弘昭 - 宇野勝 | - 星野仙一 - 高橋三千丈 - 藤沢公也 - 水谷啓昭 - 鈴木孝政 - 小松辰雄 - 三沢淳 - 都裕次郎 | - 三枝規悦 - 谷沢健一 - 藤波行雄 - 伊藤泰憲 - 田尾安志 - 田野倉正樹 - 牛島和彦 - 金山卓嗣 | - 大河原栄 - 石井昭男 - 川又米利 - 島田芳明 - 栗岡英智 - 正岡真二 - 青山久人 - 堂上照 | - 戸田善紀 - 土屋正勝 - 関東孝夫 - 神垣雅行 - 小松崎善久 - 豊田誠佑 - 秋田秀幸 |
- '86年版 燃えよドラゴンズ（カラオケ版のみ）
歌詞は作られたために掲載しているものの、山内一弘監督の休養により、'80年版同様に、楽曲発表に至らず、お蔵入り作品となってしまった。
  - 登場選手

| - 平野謙 - 鈴木康友 - 川又米利 - ゲーリー・レーシッチ - 大島康徳 - 宇野勝 | - 中尾孝義 - 上川誠二 - 鈴木孝政 - 牛島和彦 - 都裕次郎 | - 郭源治 - 杉本正 - 宮下昌己 - 桑田茂 - 石井昭男 | - 藤波行雄 - 藤王康晴 - 内田強 - 豊田誠佑 - 彦野利勝 | - 大石友好 - 栗岡英智 - 尾上旭 - 小松辰雄 - 谷沢健一 |
- 燃えよドラゴンズ!!'87 後期バージョン（歌：たいらいさお）
'87の歌詞を一部変更。3番の歌詞に登場する選手は「○番 （選手名） ホームラン」で一括りされている。1997年に発売された『続・山本正之作品大全集』にカップリングされたが、'80年版や'86年版とは異なり、偶然にも日の目を見たパターンといえる貴重な収録曲。当初は前期バージョンの燃えよドラゴンズ!!'87を収録する予定だったが、1987年後半に発売予定も、作品発表時に歌詞の登場選手のうち数人がトレードされており、優勝争いする中、届いたマスターテープの歌詞を確認したところ、発売するには相応しくなかったとして、シングル発売がお蔵入りとして見送られてしまった。
  - 登場選手・コーチ

| - 平野謙 - 仁村徹 - ゲーリー・レーシッチ - 落合博満 - 宇野勝 - 大島康徳 - 川又米利 - 中尾孝義 | - 小松辰雄 - 杉本正 - 鈴木孝政 - 川畑泰博 - 森口益光 - 米村明 - 宮下昌己 - 江本晃一 | - 郭源治 - 近藤真一 - 西村英嗣 - 中村武志 - 小松崎善久 - 岩本好広 - 尾上旭 | - 豊田誠佑 - 鈴木康友 - 藤王康晴 - 彦野利勝 - 木俣達彦 - 島谷金二 - 池田英俊 | - 加藤安雄 - 正岡真二 - 島野育夫 - 大石友好 - 蓬萊昭彦 - 藤波行雄 - 石井昭男 |
- 優勝記念CD版 燃えよドラゴンズ!!'88（歌：宮地佑紀生）
本作品冒頭では宮地佑紀生の台詞によるセ・リーグ優勝を決めた実際の実況が入る。
  - 登場選手・コーチ

| - 彦野利勝 - 立浪和義 - ゲーリー・レーシッチ - 落合博満 - 宇野勝 - 仁村徹 - 川又米利 - 中村武志 | - 小松辰雄 - 小野和幸 - 杉本正 - 米村明 - 近藤真一 - 上原晃 - 郭源治 - 鈴木孝政 | - 都裕次郎 - 川畑泰博 - 宮下昌己 - 鹿島忠 - 田中富生 - 江本晃一 - 西村英嗣 - 山本昌広 | - 大石友好 - 大宮龍男 - 岩本好広 - 木俣達彦 - 島谷金二 - 榊原良行 - 池田英俊 | - 島野育夫 - 中尾孝義 - 小松崎善久 - 豊田成祐 - 音重鎮 - 山田和利 - 仁村薫 |
- 燃えよドラゴンズ! 往年の名選手編（歌：山本正之・久野誠）
3番の歌詞に登場する選手は'87 後期バージョンに続いて「○番 （選手名） ホームラン」で一括りされている。1988年度のヤクルト戦・セ・リーグ優勝決定試合の実際の実況が入る。実況は久野、解説は板東で、その実況内容は偶然か同年リリースした'88の台詞と酷似している。
  - 登場選手

| - 中利夫 - 高木守道 - 本多逸郎 - 西沢道夫 - 江藤慎一 - 杉山悟 - 谷沢健一 - 木俣達彦 | - 服部受弘 - 杉下茂 - 鈴木孝政 - 権藤博 - 星野仙一 - 岡嶋博治 - 広野功 - 森徹 | - 河合保彦 - 島谷金二 - 一枝修平 - 近藤貞雄 - 杉浦清 - 井上登 - 井上弘昭 - ジム・マーシャル | - トーマス・マーチン - ケン・モッカ - ジョン・ミラー - ウィリー・デービス - ゲーリー・レーシッチ - 都裕次郎 - 稲葉光雄 - 空谷泰 | - 大矢根博臣 - 板東英二 - 牧野茂 - 児玉利一 - 法元英明 - 柿本実 - 野口明 - 伊奈勉 |
- モエドラおばさんラップ（ラップ：杉山佳寿子、歌：山本正之）
1991年に発表された、燃えよドラゴンズ!をラップ化した曲。ラップの台詞以外は燃えよドラゴンズ!のサビのみが登場。
- 燃えよドラゴンズ! '99 韓国三銃士（歌：舟木一夫・山本正之）
2番の歌詞に登場する選手は「○番 （選手名） ○○打つ」で一括りされている。'99と'99 優勝記念盤にカップリングされ、この年に活躍した韓国3選手（李鍾範、サムソン・リー、宣銅烈）にスポットを当てた収録曲。
- 燃えよドラゴンズ!2000（ミレニアム）（歌：山本正之 with CBCアナウンサーズ）
2001年に発売された『蔵出・山本正之作品大全集』にカップリングされ、2000（ミレニアム）の板東の歌唱練習用として作者自身が吹き込んだ収録曲。
  - 登場選手

| - 種田仁 - 関川浩一 - 井端弘和 - 福留孝介 - 李鍾範 - レオ・ゴメス - 立浪和義 - 山崎武司 | - 神野純一 - 井上一樹 - 中村武志 - メルビン・バンチ - 野口茂樹 - 岩瀬仁紀 - エディ・ギャラード - 川上憲伸 | - 小池秀郎 - 山本昌 - 武田一浩 - 前田幸長 - 鶴田泰 - 佐野重樹 - 鈴木平 - 正津英志 | - 落合英二 - ディンゴ - 愛甲猛 - 筒井壮 - 大西崇之 - 鈴木郁洋 - 久慈照嘉 - 渡邉博幸 | - 荒木雅博 - 今中慎二 - 山北茂利 - 朝倉健太 - 日笠雅人 - 遠藤政隆 - 中山裕章 - 吉原孝介 |
- 燃えよドラゴンズ! 往年の名選手編 <名鉄グループドラゴンズ後援会スペシャルエディション>（非売品、歌：山本正之）
本作品冒頭には作者自身による「名鉄グループドラゴンズ後援会のみなさん!レッツゴー!」というかけ声が入る。歌詞の登場選手が板東英二から国枝利通に変更された。
  - 登場選手

| - 中利夫 - 高木守道 - 本多逸郎 - 西沢道夫 - 江藤慎一 - 杉山悟 - 谷沢健一 - 木俣達彦 | - 服部受弘 - 杉下茂 - 鈴木孝政 - 権藤博 - 星野仙一 - 岡嶋博治 - 広野功 - 森徹 | - 河合保彦 - 島谷金二 - 一枝修平 - 近藤貞雄 - 杉浦清 - 井上登 - 井上弘昭 - ジム・マーシャル | - トーマス・マーチン - ケン・モッカ - ジョン・ミラー - ウィリー・デービス - ゲーリー・レーシッチ - 都裕次郎 - 稲葉光雄 - 空谷泰 | - 大矢根博臣 - 国枝利通 - 牧野茂 - 児玉利一 - 法元英明 - 柿本実 - 野口明 - 伊奈勉 |
- 燃えよドラゴンズ! ナゴヤドーム合唱編（2002年・2003年版）（歌：水木一郎）
ドラゴンズ主催試合で7回のドラゴンズ攻撃時（ラッキー7）に歌うために歌詞を短縮した曲。
- 燃えよドラゴンズ!（パンクバージョン）（歌：快音団）
ナゴヤドーム合唱編（2002年・2003年版）のパンクバージョン。現在、この一部が横浜スタジアムで中日スタメン紹介時に流される。
- 燃えよドラゴンズ! ナゴヤドーム合唱編（2004年版）（歌：水木一郎）
監督交替により、歌詞の監督名部分が変更。基本的には監督名がそのまま歌われてきたが、落合博満監督就任以降は「オレ竜（2004は「オレ流」）監督」と変更。優勝記念盤 2006では「落合監督」と監督名になったが、2007では「オレ竜監督」に戻っていた。歴代監督の中でニックネームにて作品に登場したのは落合監督が初めてであった。なお、名前を出さなかった理由としては山本自身がアンチ落合のためという俗説があったものの、山本本人は中日球団とのやり取りにて「オレ竜監督」のフレーズがいいということとなったと明言し、これを否定した[4]。
- 燃えよドラゴンズ! 球場合唱編（2005年版〜）（歌：水木一郎）
交流戦導入にあわせ、パ・リーグの6球団を意味する言葉が3番の歌詞に登場。2006年にMoe Dra Girlsが歌うバージョンも作られたほか、2007年版・2008年版にも球場合唱編が収録されているが、球場では現在でも水木版を使用している。ビジター球場でもマスコット交流時を中心に流されることがあるが、対戦（ホーム）チームを歌う2番と3番は省略される。なお、2010年版からは横浜（現・DeNA）を倒す場面の歌詞が「ハマの星座に雲をかけ」から「ハマの戦士を沖へ追い」に変更されたが、2014年版からは「ハマの戦士を沖へ追い」から「ハマの星座に雲をかけ」に戻された。
2019年放送のテレビアニメ『八十亀ちゃんかんさつにっき』第12話では、ヒロインの八十亀最中（声：戸松遥）が歌うカバーバージョンが使われている。
- 燃えよドラゴンズ! 命の限り（歌：山本正之）
山本正之の2016年に発売された『才能の熟成』にカップリングされ、初の実名選手が入らない歌詞となっている収録曲[4]。
- 燃えよドラゴンズ! 令和の激励（歌：山本正之）
山本正之の2019年に発売された『飛行原理』にカップリングされ、歌詞の登場選手に石橋康太が追加された収録曲。
  - 登場選手

| - 平田良介 - 京田陽太 - 大島洋平 - ダヤン・ビシエド - 高橋周平 - 堂上直倫 - 福田永将 - 加藤匠馬 - エンニー・ロメロ - 大野雄大 | - 笠原祥太郎 - 柳裕也 - 福谷浩司 - 又吉克樹 - 祖父江大輔 - 田島慎二 - 鈴木博志 - 遠藤一星 - 亀澤恭平 - 阿部寿樹 | - 伊藤康祐 - 井領雅貴 - 藤井淳志 - ソイロ・アルモンテ - 根尾昂 - 清水達也 - 勝野昌慶 - 三ツ間卓也 - 福敬登 - 阿知羅拓馬 | - ライデル・マルティネス - ジョエリー・ロドリゲス - 藤嶋健人 - 佐藤優 - 谷元圭介 - 大野奨太 - 吉見一起 - 松坂大輔 - 伊藤準規 | - 山井大介 - 鈴木翔太 - 岡田俊哉 - 小笠原慎之介 - 杉山翔大 - 武山真吾 - 石橋康太 - 木下拓哉 - 桂依央利 |
- 燃えよドラゴンズ!'21 熱血FOREVER（歌：山本正之）
山本正之の2021年に発売された『山本正之・THE ジタクライブ』にカップリングされ、6月30日に死去した大島康徳を偲ぶ歌詞が設けられた収録曲。
  - 登場選手

| - 大島洋平 - 髙松渡 - 福田永将 - ダヤン・ビシエド - 高橋周平 - 堂上直倫 | - 阿部寿樹 - 木下拓哉 - 柳裕也 - 勝野昌慶 - 福谷浩司 - 小笠原慎之介 | - 大野雄大 - 又吉克樹 - 祖父江大輔 - 田島慎二 - 梅津晃大 - ライデル・マルティネス | - 根尾昂 - 石川昂弥 - 福留孝介 - 郡司裕也 - 桂依央利 | - 大野奨太 - 京田陽太 - 平田良介 - マイク・ガーバー - 大島康徳 |
他にも『中日小唄』『少年ドラゴンズの歌』『燃えよガッツだドラゴンズ』『ダッシュだ!! ドラゴンズ』『夢は1001、ドラゴンズ』『ドラゴンズに乾杯!』『竜の涙割り』は山本作品でタイムボカンシリーズとマッチしている。これはCDには収録されていない。

## エピソードなど
- 初版を歌った板東英二はレコードリリースした人物で唯一の中日OBであり、歌詞にも登場（ただし自身の歌唱ではない「往年の名選手編」）したことがある。さらに中日球場（初版）→ナゴヤ球場（82）→ナゴヤドーム（2000）の3つの球場名での歌唱経験がある（他に球場名を3つとも歌唱しているのは作者である山本正之しかいない）。